# Văculești
Văculești è un comune della Romania di 2 222 abitanti, ubicato nel distretto di Botoșani, nella regione storica della Moldavia.
Il comune è formato dall'unione di 3 villaggi: Gorovei, Saucenița, Văculești.